# Tàu sân bay

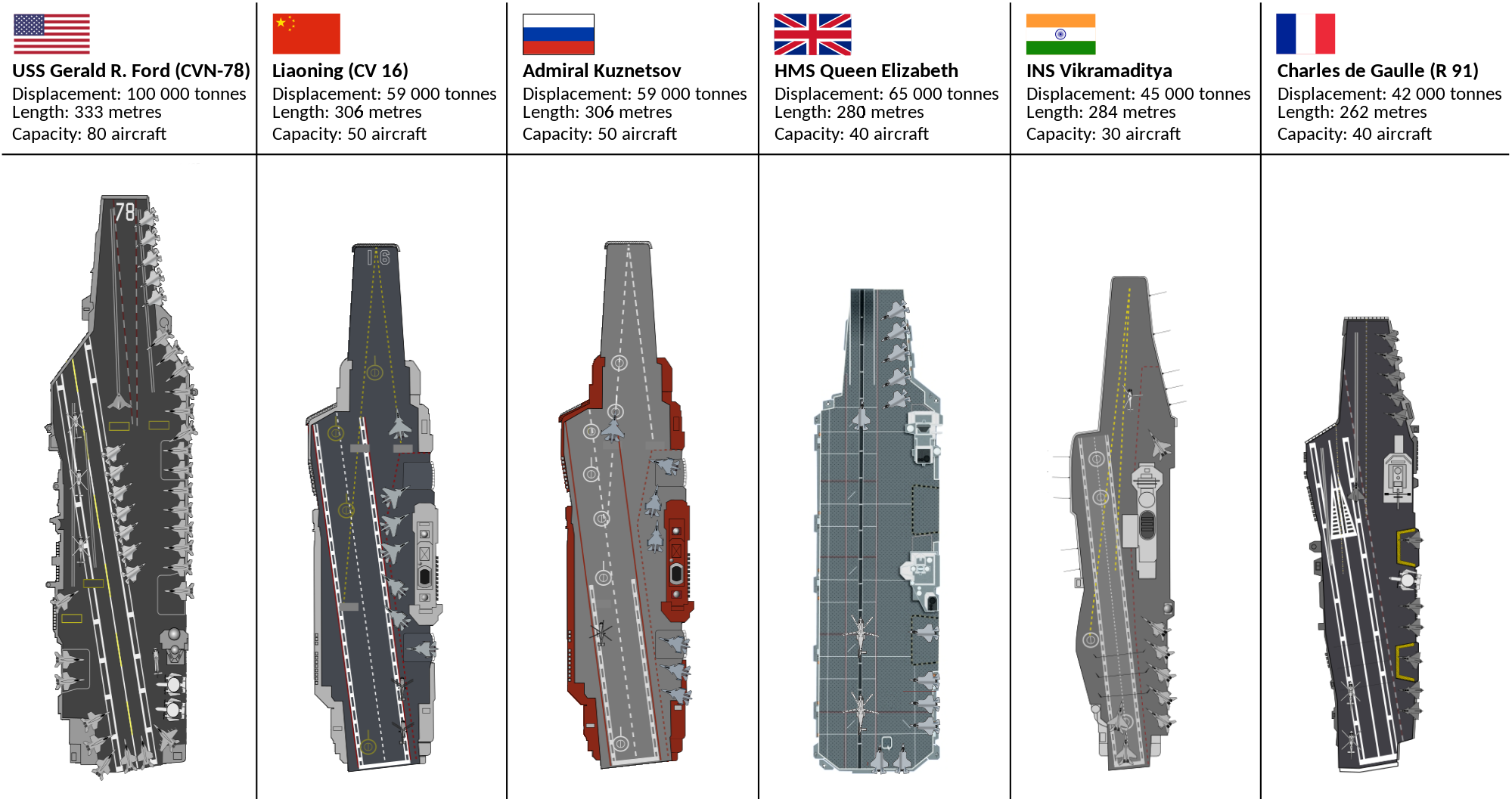
Hàng không mẫu hạm lớn nhất thế giới.

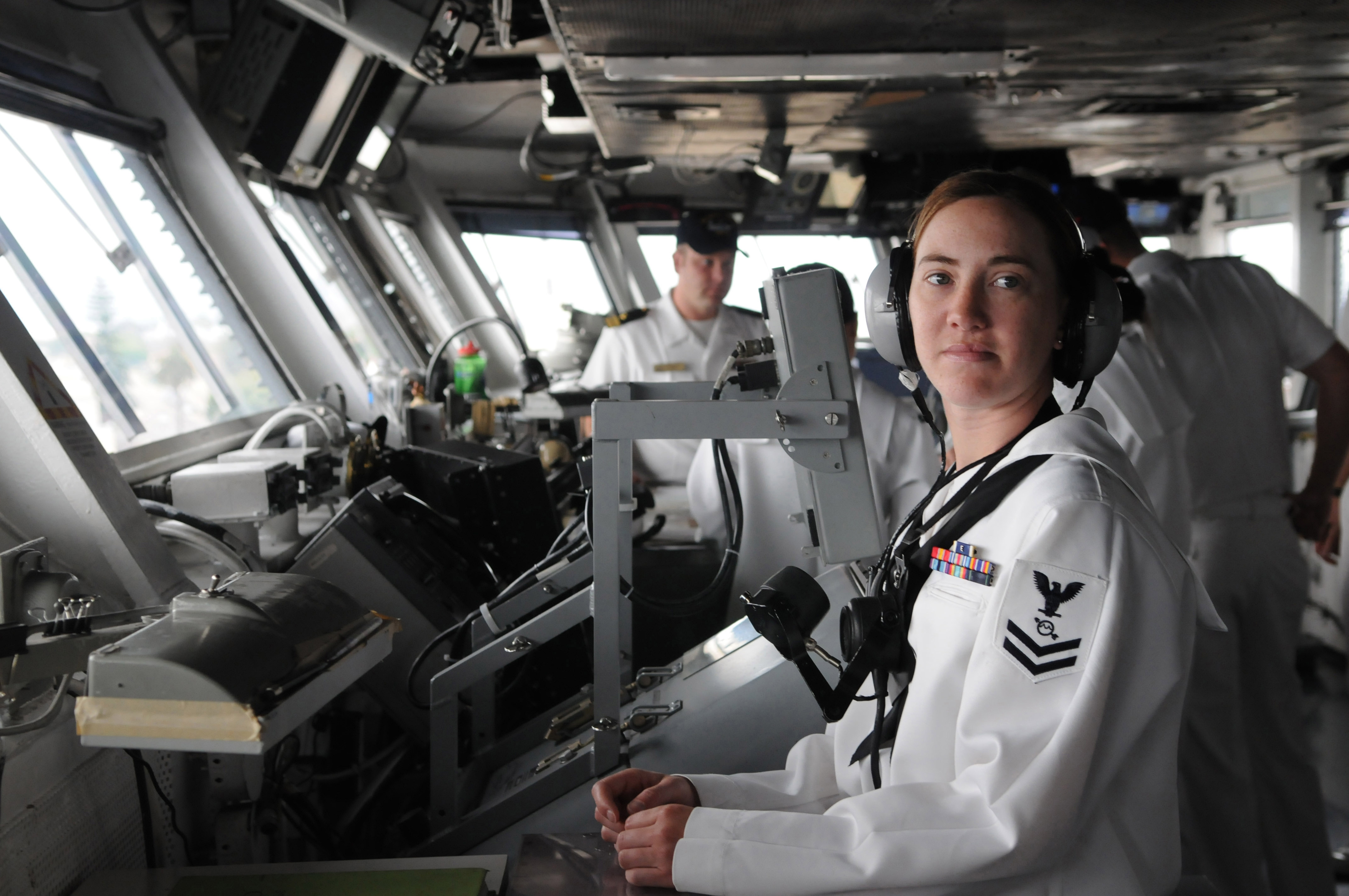
Nhân viên điều hành trên tháp quan sát của chiếc USS Ronald Reagan của Hoa Kỳ.

Tàu sân bay (tiếng Anh: aircraft carrier), hay hàng không mẫu hạm, là một loại tàu chiến được thiết kế để triển khai và thu hồi lại máy bay – trên thực tế hoạt động như một căn cứ không quân trên biển. Vì vậy, các tàu sân bay cho phép lực lượng hải quân triển khai không lực ở các khoảng cách lớn không phụ thuộc vào các căn cứ ở gần đó để làm căn cứ trên mặt đất cho máy bay. Các lực lượng hải quân hiện đại với những con tàu như vậy coi chúng là trung tâm của hạm đội, vai trò trước đó do thiết giáp hạm đảm nhận. Sự thay đổi này diễn ra do sự phát triển của chiến tranh trên không ngay trước Chiến tranh thế giới thứ hai, khi các loại máy bay ngày càng trở nên nguy hiểm và có tầm bay xa hơn.
Các tàu sân bay không có hộ tống được coi là dễ bị các tàu khác, máy bay, tàu ngầm hay phi đạn tấn công và vì thế chúng phải di chuyển trong một đội tàu sân bay. Trong lực lượng hải quân của nhiều nước, đặc biệt là Hải quân Hoa Kỳ, một tàu sân bay được coi là tàu chủ lực. Cùng với tàu ngầm hạt nhân, tàu sân bay được xem là có vai trò trọng yếu trong sức mạnh hải quân của 1 cường quốc.
Tàu sân bay có khả năng tấn công rất mạnh và luôn được nhiều tàu khu trục đi theo bảo vệ, nhưng cũng như mọi loại vũ khí khác, tàu sân bay không phải là "bất khả chiến bại", các cường quốc quân sự luôn chuẩn bị sẵn lực lượng và phương án để đánh chìm tàu sân bay đối phương. Điển hình là trong Thế chiến thứ hai, các nước Anh, Mỹ và Nhật đã huy động hàng chục tàu sân bay để tác chiến, trong số đó 40 tàu sân bay đã bị đánh chìm (20 tàu của Nhật, 12 tàu của Mỹ, 8 tàu của Anh), hàng chục tàu khác bị đánh hỏng nặng.
Trong cuối thế kỷ XX – đầu thế kỷ XXI, việc bảo vệ/tiêu diệt tàu sân bay được coi là nhiệm vụ quan trọng nhất để đảm bảo giành chiến thắng trong tác chiến hải quân giữa các cường quốc. Trong khi Hoa Kỳ có đội tàu sân bay lớn nhất thế giới thì Liên Xô/Nga đáp trả bằng việc xây dựng hạm đội tàu ngầm lớn nhất thế giới để săn đuổi tàu sân bay, kèm theo đó là việc chế tạo những vũ khí chuyên biệt rất mạnh (ngư lôi hạng nặng, thủy lôi thông minh, tàu ngầm không người lái, tên lửa chống hạm hạng nặng có tầm bắn siêu xa và vận tốc siêu thanh), chuyên dùng để tiêu diệt tàu sân bay đối phương (xem Những cách tiêu diệt tàu sân bay)
Tàu sân bay có ưu thế ở cự ly tấn công xa, máy bay của nó có thể tấn công mục tiêu ở cự ly 700 km. Nhưng đến cuối thế kỷ XX – đầu thế kỷ XXI, do công nghệ phát triển, ngày càng nhiều quốc gia chế tạo được các loại vũ khí mới có tầm bắn còn xa hơn tàu sân bay (tên lửa chống hạm tầm xa, tàu ngầm không người lái), khiến ưu thế của tàu sân bay bị mất dần, trong khi chi phí đóng tàu sân bay thì ngày càng đắt đỏ. Các chuyên gia đánh giá tàu sân bay đang mất dần hiệu quả và sẽ sớm bị thay thế bởi các loại tàu chiến mới, tương tự như số phận của các thiết giáp hạm trong thập niên 1940.

## Hình dạng sân bay

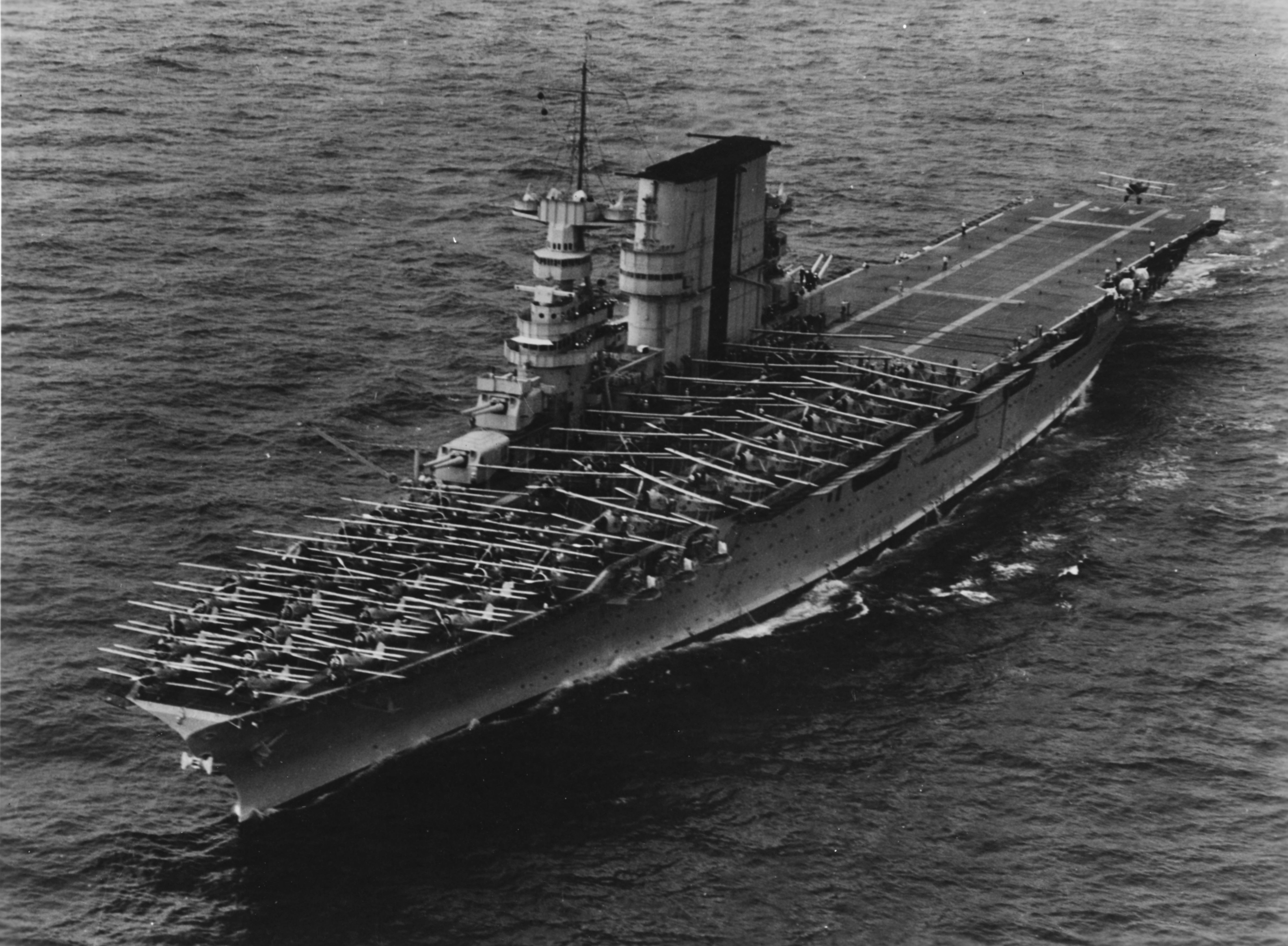
USS Saratoga năm 1935.

Các tàu sân bay hiện đại có sàn bay phẳng, sàn bay được dùng làm nơi cất cánh và hạ cánh cho các máy bay. Máy bay cất cánh lên phía trước, ngược chiều gió, và hạ cánh từ phía sau. Các tàu sân bay có thể chạy với tốc độ, ví dụ lên tới 35 knot (65 km/h), ngược chiều gió khi máy bay cất cánh để tăng tốc độ gió biểu kiến, nhờ vậy giảm được tốc độ cần thiết của máy bay so với con tàu. Trên một số chiếc, một hệ thống phóng máy bay hoạt động bằng hơi nước được sử dụng nhằm đẩy máy bay về phía trước trợ giúp thêm vào sức mạnh của động cơ máy bay, cho phép máy bay cất cánh ở một khoảng cách ngắn hơn bình thường, thậm chí với hiệu ứng của gió ngược chiều từ phía trước tới. Trên các tàu sân bay khác, máy bay không cần trợ giúp để cất cánh – yêu cầu trợ giúp cất cánh liên quan tới thiết kế máy bay và đặc điểm của nó. Ngược lại, khi hạ cánh trên một tàu sân bay, một số máy bay chỉ dựa vào một móc đuôi để ngoắc vào các dây hãm chạy ngang sàn bay của tàu để giữ chúng dừng lại trong một khoảng cách ngắn hơn bình thường. Một số loại khác dùng khả năng lơ lửng của nó để hạ thẳng đứng và vì thế cần phải giảm tốc độ khi hạ cánh. Từ cuối Chiến tranh thế giới thứ hai việc hướng đường băng hạ cánh chéo một góc so với trục chính của con tàu đã trở nên phổ thông. Chức năng đầu tiên của kiểu đường băng chéo là cho phép máy bay nào không móc được dây hãm, gọi là "bolter" (chú ngựa bất kham), tiếp tục cất cánh mà không gặp phải nguy cơ lao vào các máy bay đang đỗ ở khu vực phía trước sàn bay. Đường băng chéo cũng cho phép hạ cánh một máy bay cùng lúc với việc phóng một máy bay khác ở đường băng trước.
Các vùng sàn bay bên hông của tàu chiến (đài chỉ huy, tháp kiểm soát bay, hệ thống thoát khí của động cơ và các thứ khác) được tập trung ở một vùng khá nhỏ được gọi là một "đảo". Rất hiếm tàu sân bay được thiết kế hay được chế tạo mà không có một đảo và kiểu thiết kế như vậy chưa từng được thấy trên bất kỳ một tàu sân bay cỡ hạm đội nào.
Một hình dạng gần đây hơn, gọi là kiểu nhảy cầu (ski jump), được Hải quân Hoàng gia Anh sử dụng, có một đầu dốc lên ở phía trước đường băng. Nó được phát triển để có thể phóng được các máy bay VTOL (máy bay cất cánh và hạ cánh thẳng đứng) hay STOVL (máy bay cất cánh đường băng ngắn và hạ cánh thẳng đứng) như kiểu Sea Harrier hay F-35. Mặc dù máy bay có thể bay lên thẳng đứng ở trên boong, nhưng việc sử dụng bờ dốc sẽ tiết kiệm nhiên liệu. Vì sẽ không cần tới các máy phóng và dây hãm nữa, các tàu sân bay kiểu này sẽ giảm được trọng lượng, tính phức tạp, và khoảng không cần thiết để bố trí thiết bị.

## Các kiểu thông thường
Trong thế kỷ vừa qua, đã có nhiều kiểu tàu sân bay được thiết kế, một số chúng hiện đã lỗi thời. Nói chung, chúng có thể được phân loại như sau:

### Các thiết kế ban đầu
- Những chiếc Tàu tiếp liệu thủy phi cơ, như HMS Engadine, chuyên mang thủy phi cơ. Chúng đã bị loại không được sử dụng trên chiến trường sau thập niên 1920 khi những tàu sân bay có thể chứa các máy bay quy ước được biên chế vào các hạm đội và ưu thế của các loại máy bay trên mặt đất so với các loại thủy phi cơ trong các chiến dịch hải quân đã rõ ràng.
- Những tàu sân bay tiêu chuẩn, như HMS Ark Royal, giãn nước trong khoảng 20.000 đến 65.000 tấn. Thường được gọi là "những tàu sân bay hạm đội"
- Tàu sân bay chở máy bay; tàu sân bay có thể mang mọi loại máy bay. Gồm cả USS Akron và USS Macon

### Những phát triển trong Chiến tranh thế giới thứ hai
- Các tàu sân bay hộ tống, như USS Barnes, chỉ được chế tạo trong Chiến tranh thế giới thứ hai, và được Hải quân hoàng gia Anh và Hải quân Hoa Kỳ sử dụng.
- Các tàu sân bay hạng nhẹ, như USS Independence, được thiết kế để chỉ chở các máy bay chiến đấu.
- Các tàu chở máy bay cải tiến từ tàu hàng, như SS Michael E, tàu chở hàng, có thể phóng máy bay chiến đấu nhưng không thu hồi được. Những tàu này được dùng lúc khẩn cấp trong Chiến tranh thế giới thứ hai.
- Các tàu chở máy bay cải tiến từ tàu buôn (MACs), như MV Empire MacAlpine, một biện pháp khi khẩn cấp khác, lắp thêm đường băng vào các tàu buôn chở hàng.
- Các Tàu chiến chở máy bay được sáng tạo bởi Hải quân Đế quốc Nhật để bù lại một phần tổn thất về hàng không mẫu hạm sau Trận chiến Midway. Hai chiếc trong số chúng được làm từ Thiết giáp hạm lớp Ise vào cuối năm 1943. Những tháp nhỏ ở đuôi tàu bị dời đi và được thay thế bằng một kho chứa máy bay, sàn bay và máy phóng. Tàu tuần dương hạng nặng Mogami cũng được cải tạo kiểu như vậy.
- Các Tàu ngầm chở máy bay, như kiểu Surcouf của Pháp, hay tàu ngầm lớp I-400 của Nhật có thể mang 3 máy bay Aichi M6A Seiran. Chiếc đầu tiên trong số chúng được chế tạo vào thập niên 1920.

Một số tuần dương hạm và tàu chỉ huy thời giữa hai cuộc chiến thường có máy phóng dành cho máy bay trên biển để trinh sát và phát hiện điểm rơi của đạn pháo. Nó được phóng bằng một máy phóng và thu hồi bằng cần cẩu từ trên mặt nước sau khi hạ cánh. Đa số chúng đã bị bỏ đi trong Chiến tranh thế giới thứ hai, nhưng chúng cũng có một số thành công trong thời gian đầu cuộc chiến như chiếc Walrus của HMS Warspite trong các chiến dịch ở vịnh Fio năm 1940.

### Những kiểu tàu sân bay hiện nay
- Tàu sân bay tấn công đổ bộ, như USS Tarawa, thường được dùng cho mục đích chở quân đổ bộ và điều khiển một liên đội máy bay trực thăng lớn cho mục đích đó. Chúng cũng được gọi là "tàu chở lính đặc công" hay "tàu chở máy bay trực thăng".
- Các tàu sân bay chống tàu ngầm, như HMS Ocean, cũng được gọi là "tàu chở máy bay trực thăng."
- Các hàng không mẫu hạm cỡ vừa, như chiếc Kuznetsov của Nga hoặc HMS Queen Elizabeth của Anh, giãn nước 40.000 - 70.000 tấn. Được trang bị động cơ chạy dầu hoặc động cơ hạt nhân.

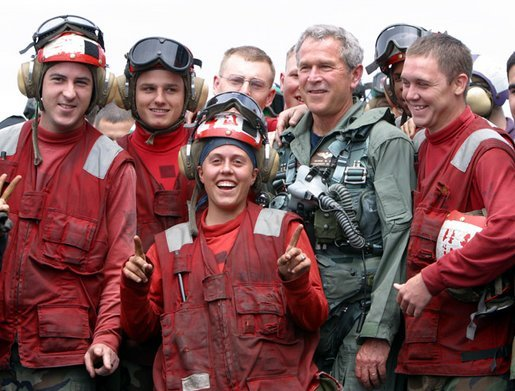
Tổng thống Mỹ George W. Bush chụp hình lưu niệm cùng thủy thủ đoàn trên USS Abraham Lincoln

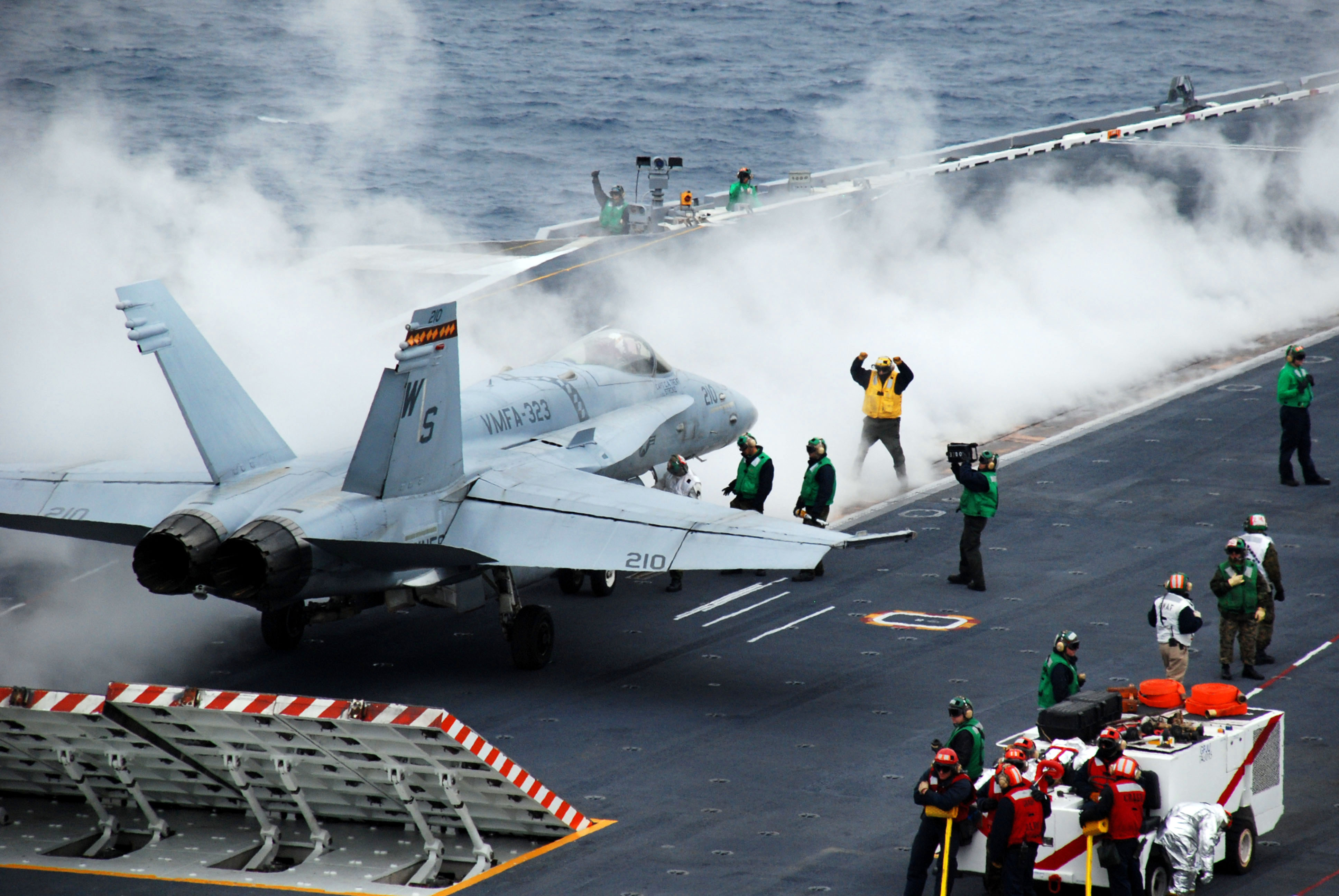
F-18 C đang chuẩn bị cất cánh trên USS John Stennis

- Các siêu hàng không mẫu hạm, như USS Nimitz, giãn nước 75.000 tấn hay lớn hơn. Được trang bị động cơ bằng các lò phản ứng hạt nhân và là trung tâm của một hạm đội được thiết kế hoạt động xa nhà.

Nhiều tàu chiến hiện đại có khả năng đỗ máy bay trực thăng và các tàu chở máy bay trực thăng là một loại tàu sân bay tấn công đổ bộ kiểu mới.
Về phương thức phóng máy bay, có 3 kiểu chính:
- Kiểu cất cánh thẳng đứng: Kiểu tàu này dùng máy bay hoặc trực thăng có khả năng cất cánh thẳng đứng mà không cần chạy đà. Phương thức này chủ yếu dùng cho các tàu sân bay cỡ nhỏ, vốn có đường băng không đủ dài để máy bay chạy đà khi cất cánh.
- Kiểu phóng nhảy cầu: Mũi tàu sẽ dốc lên một đoạn để tạo đà cho máy bay cất cánh. Kiểu phóng này có ưu điểm là không cần trang bị máy phóng nên tiết kiệm được chi phí đóng tàu, chi phí bảo dưỡng và cũng ít tiêu tốn nhiên liệu, tốc độ phóng máy bay cũng nhanh hơn và bất kỳ lúc nào cũng phóng được máy bay (tàu sân bay dùng máy phóng thì phải đợi nạp năng lượng cho máy phóng sau mỗi lần sử dụng). Nhược điểm của kiểu tàu này là nó không thể phóng được những loại máy bay có tỷ số lực đẩy thấp (ví dụ như máy bay vận tải, máy bay cảnh báo sớm – trinh sát điện tử...). Phương thức này chủ yếu dùng cho các tàu sân bay cỡ vừa chạy bằng động cơ dầu.
- Kiểu máy phóng: Loại tàu này được trang bị máy phóng để tạo đà cho máy bay cất cánh. Ưu và nhược điểm của kiểu phóng này ngược lại với kiểu phóng nhảy cầu. Phương thức này chủ yếu dùng cho các tàu sân bay cỡ lớn chạy bằng động cơ hạt nhân.

### Nguồn gốc

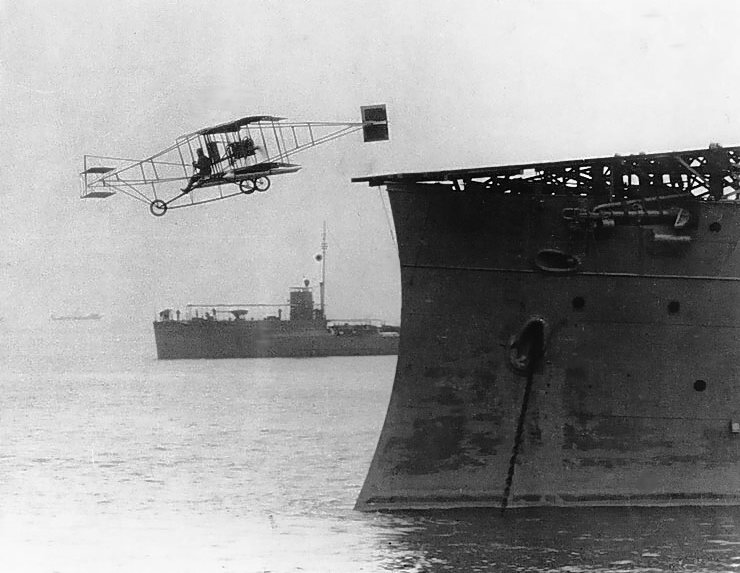
Ely phóng lên từ USS Birmingham ngày 14 tháng 11 năm 1910

### Những năm giữa hai cuộc chiến

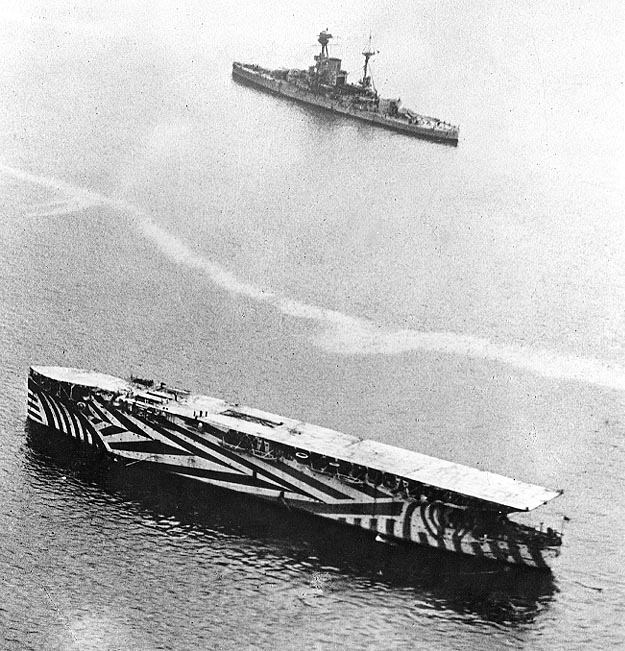
Sàn phẳng đầu tiên, HMS Argus năm 1918

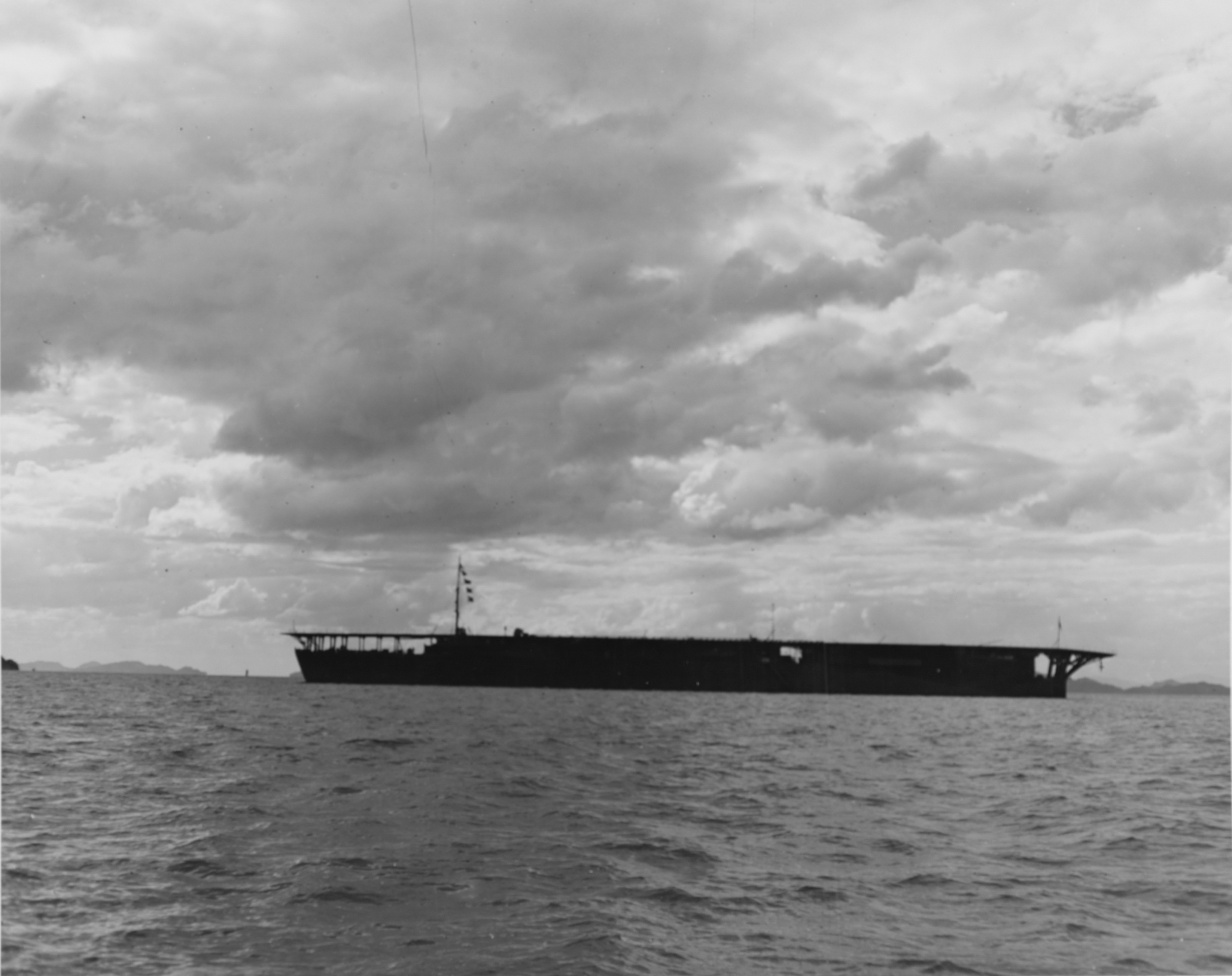
Tàu sân bay đầu tiên thực sự được phát triển, Hosho của Hải quân Đế quốc Nhật Bản năm 1922

### Chiến tranh thế giới thứ hai

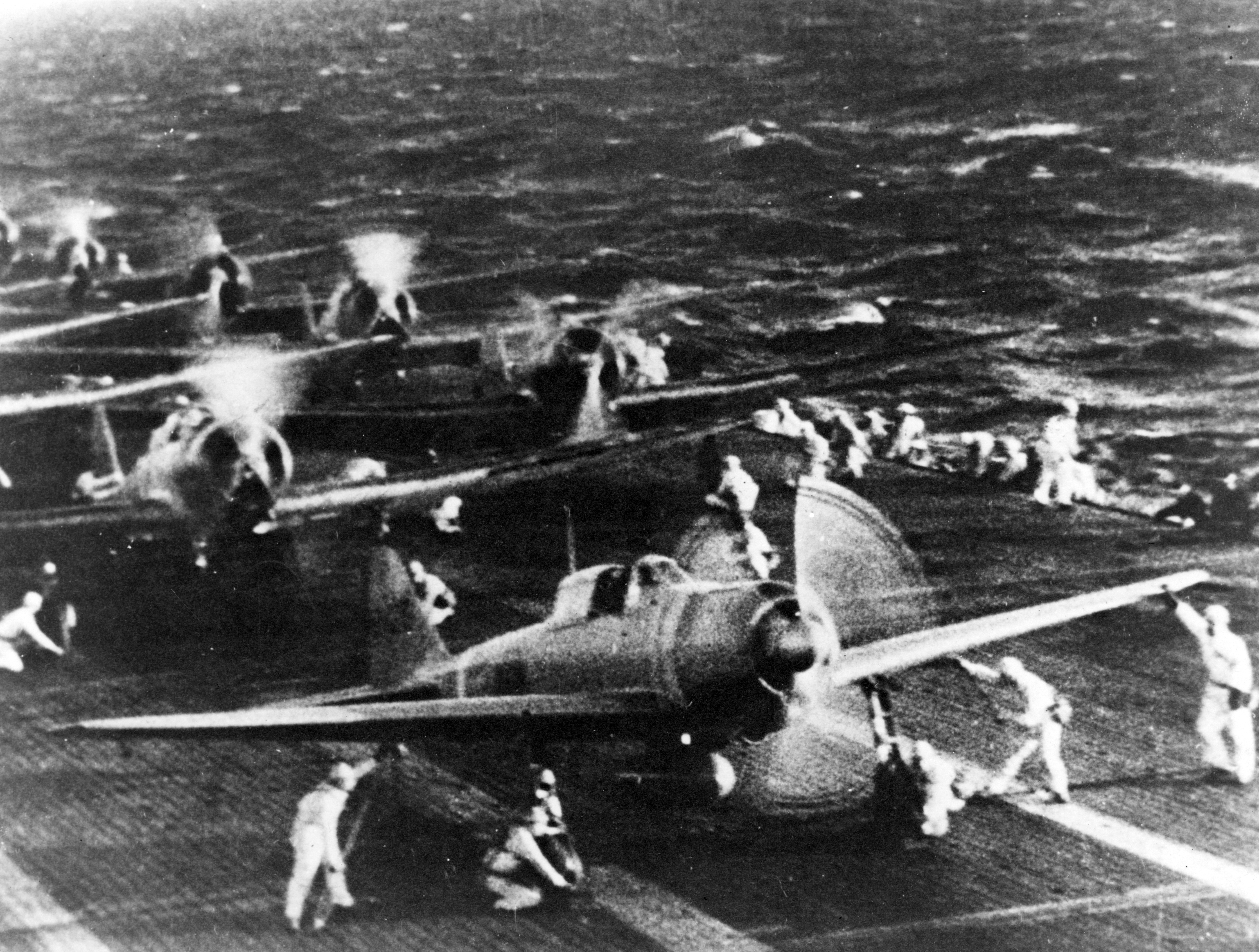
Các máy bay trên tàu sân bay Shokaku Nhật Bản chuẩn bị Tấn công Trân Châu Cảng.

## Những cải tiến trong quá trình phục vụ

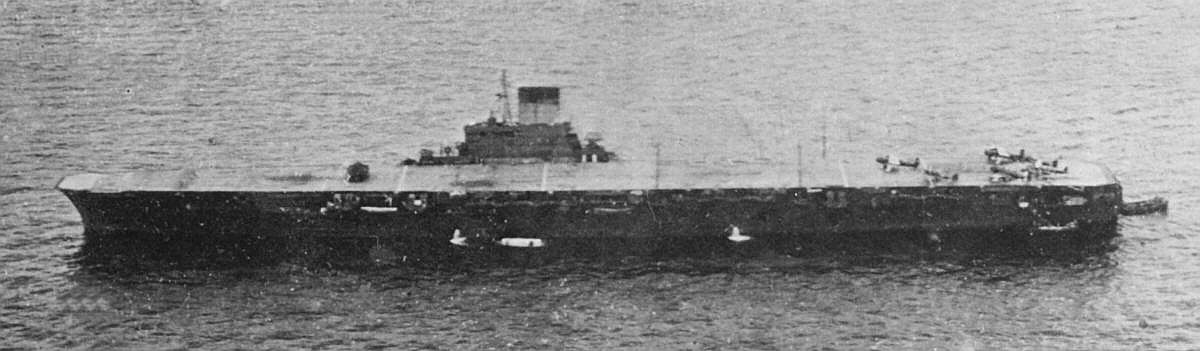
tàu sân bay Taiho mũi chống bão

### Đường băng chéo

Đường băng chéo góc cho phép phóng và đáp máy bay cùng lúc an toàn

### Những phát triển thời hậu Thế chiến 2

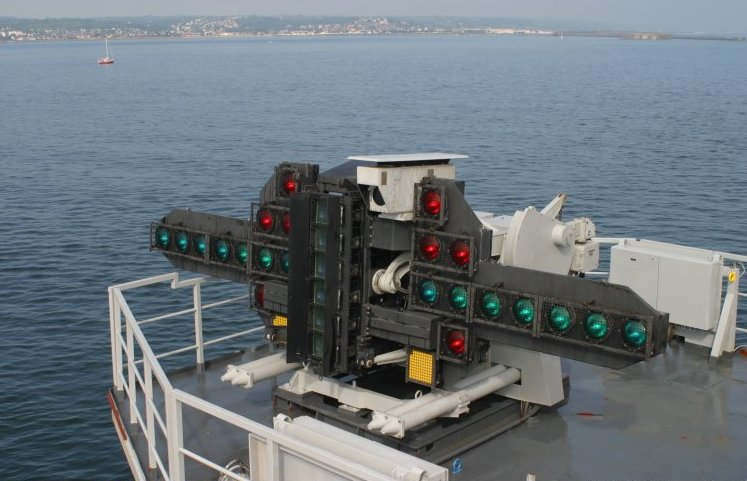
Dàn đèn hạ cánh trên chiếc Charles de Gaulle

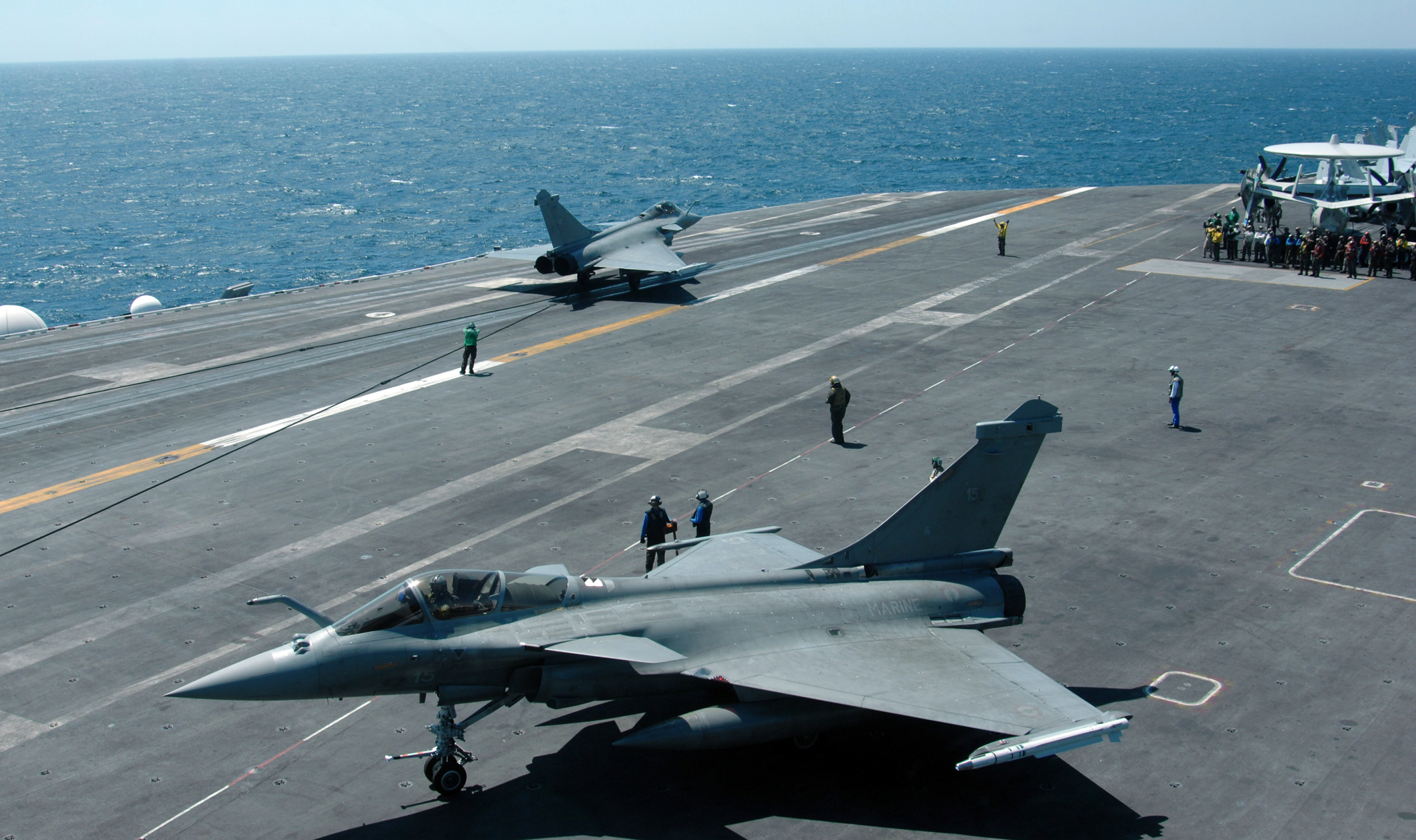
Hai máy bay tiêm kích Dassault Rafale của Pháp trên chiếc USS Harry Truman

## Tàu sân bay được sử dụng hiện nay

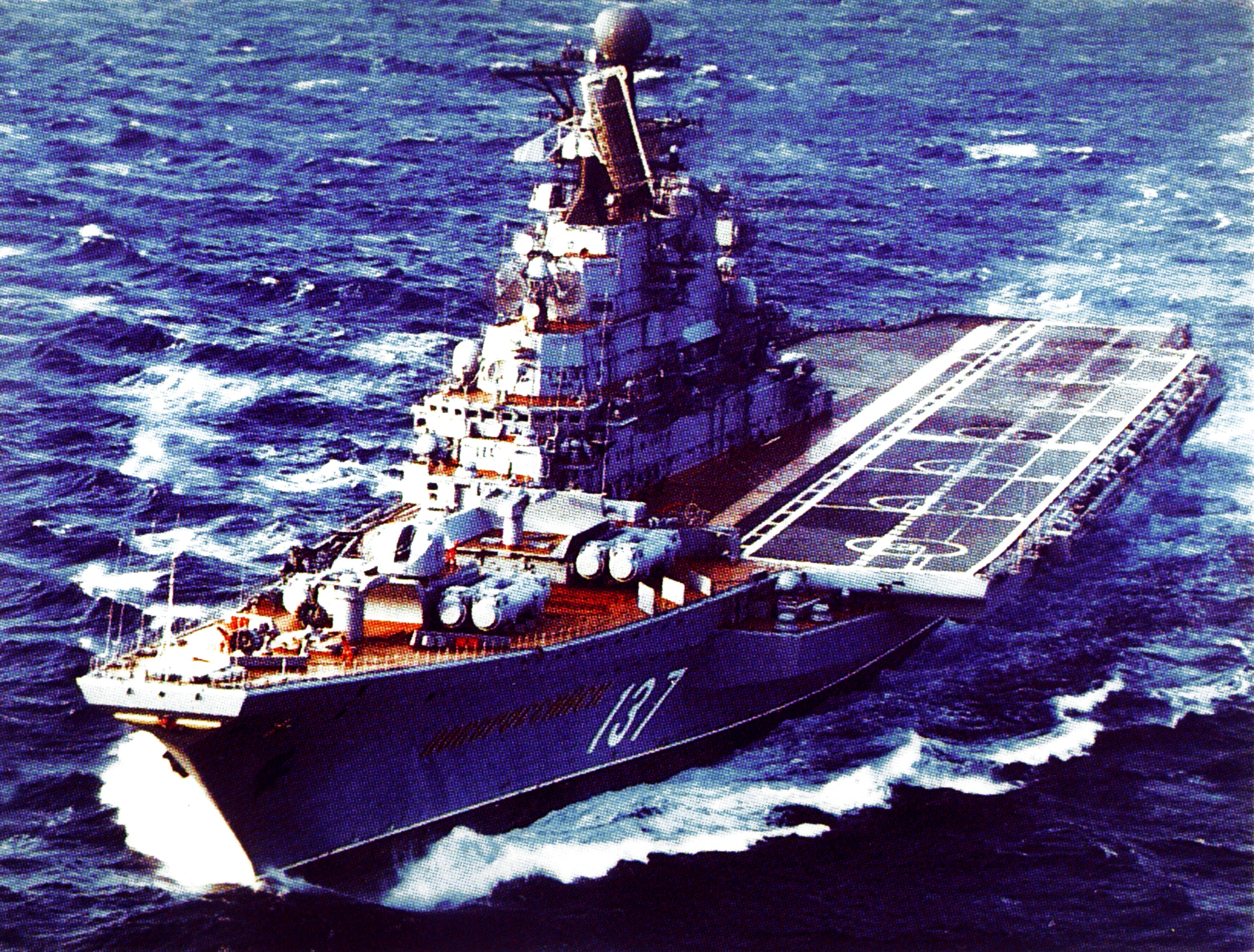
tàu sân bay Nga Novorossijsk Kiev. Tuy cùng là tàu sân bay nhưng nó có kích thước khá nhỏ so với các hạm của Hoa Kỳ và chỉ có thể chở trực thăng

## Các quốc gia sở hữu tàu sân bay

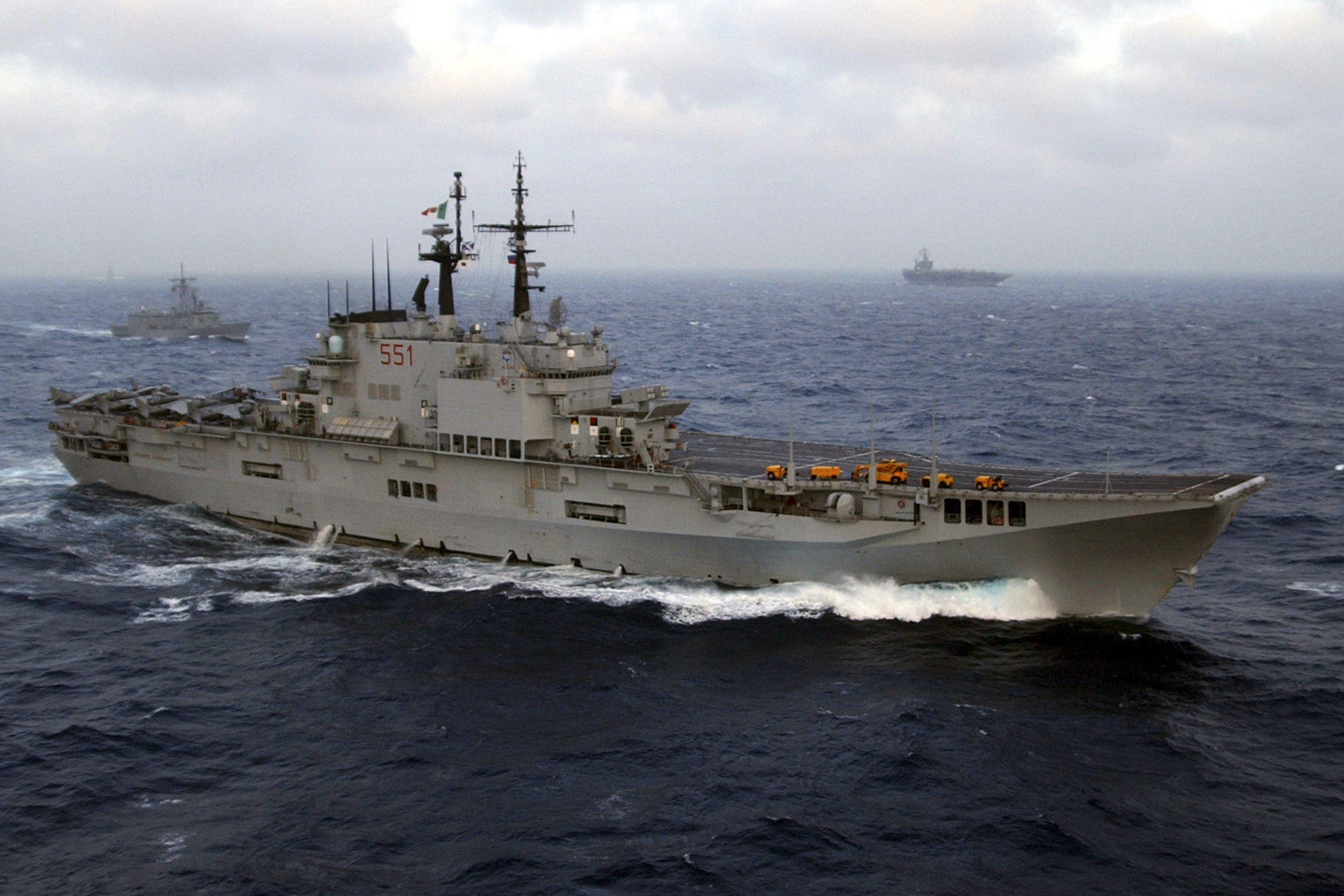
Giuseppe Garibaldi của Ý

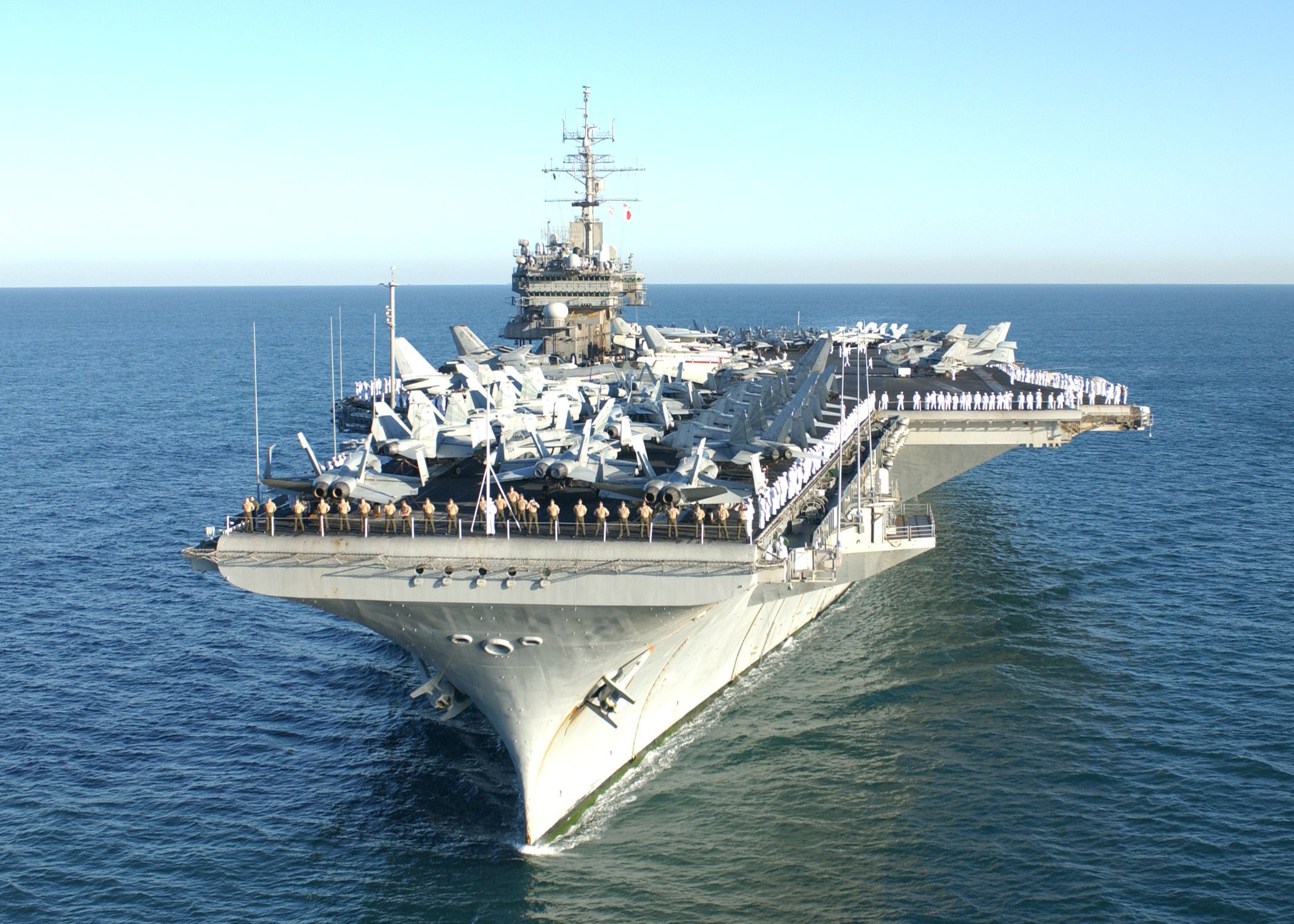
USS Constellation CV-64 của Hoa Kỳ

### Ngư lôi phóng từ tàu ngầm

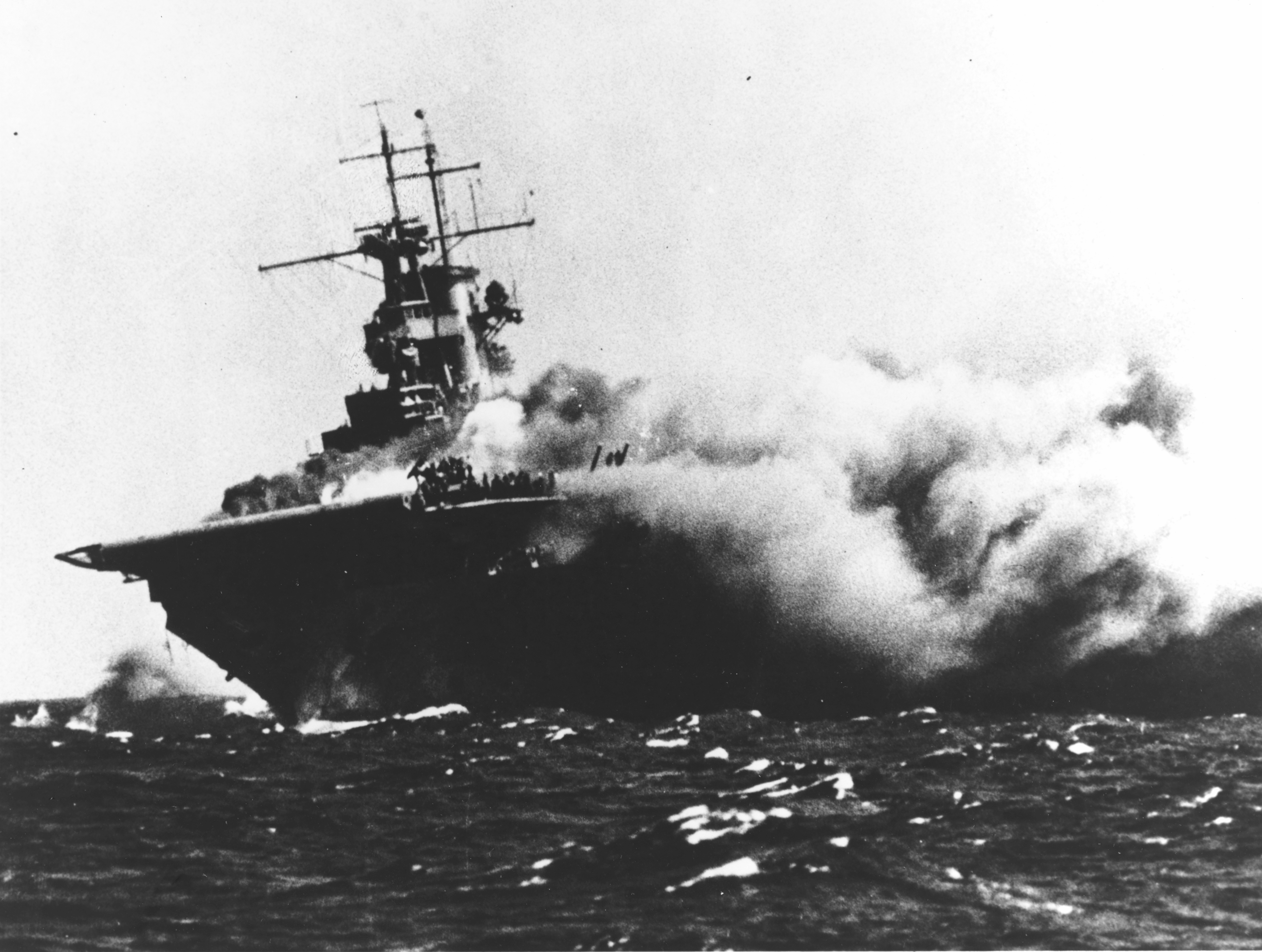
Chiếc USS Wasp của Mỹ bốc cháy và chìm năm 1942 sau khi trúng ngư lôi từ tàu ngầm Nhật.

## Lịch sử và cuộc chạy đua